# Melike Zobu
Melike Zobu (Istanbul, 1963) va ser una actriu de cinema turca. Filla del mafiós Güney Zobu, conegut com a Raki i "Robin Hood turc", va casar-se amb l'armador Hakan Kalkavan amb qui va tenir dos fills, una n'és Hazal Kalkavan Karahan, presentadora de televisió i escriptora.